# Saint-Georges-Buttavent
Saint-Georges-Buttavent – miejscowość i gmina we Francji, w regionie Kraj Loary, w departamencie Mayenne.
Według danych na rok 1990 gminę zamieszkiwało 1309 osób, a gęstość zaludnienia wynosiła 36 osób/km² (wśród 1504 gmin Kraju Loary Saint-Georges-Buttavent plasuje się na 464. miejscu pod względem liczby ludności, natomiast pod względem powierzchni na miejscu 177.).